# Русский пастырь
Ру́сский па́стырь (официальное название Портал «Русский пастырь — духовное наследие Зарубежной Руси») — русскоязычный сайт Русской православной церкви церкви заграницей. Сайт позиционируется как независимый. Является продолжателем одноимённого журнала, издававшегося в 1988—2003 годы в Сан-Франциско.

## История

### Журнал
В 1986 году клирик Русской зарубежной церкви протоиерей Пётр Перекрёстов решил издавать журнал для православного духовенства: «в 1986 году, когда появился первый лазерный принтер и компьютер „Макинтош“ и я увидел, что человек может дома набирать что-нибудь, подумал: а хорошо бы к 1000-летию Крещения Руси начать издавать журнал для духовенства». Первоиерарх РПЦЗ митрополит Виталий (Устинов) первоначально не одобрил его намерение издавать журнал, посоветовав ему взяться за улучшения журнала Православная Русь, пришедшей в упадок после кончины архимандрита Константина (Зайцева).
В 1988 году с благословения архиепископа Сиракузского и Троицкого Лавра (Шкурлы) началось издание журнала Русский Пастырь, который выходил с подзаголовком с «Русский православный пастырский журнал воспитанников Свято-Троицкой Духовной семинарии».
В «Обращении к читателям» в № 1 за 1989 год определена аудитория издания:

Наш журнал ставит себе целью установить связь между пастырями, воодушевить их, укрепить их в их трудном служении, послужить местом обсуждениях наших общих вопросов. Это начинание является как бы малой жертвой, нашим маленьким даром русскому пастырю, облик которого создавался в течение тысячелетней истории нашей многострадальной России. Хотя журнал, главным образом, будет адресован читателю в духовном сане, однако, думается, что он будет интересен и всякому верующему, принимающему церковную жизнь близко к сердцу.
Как отмечал протоиерей Петр Перекрёстов, «большая часть тиража журнала бесплатно отправлялась читателям в Россию. В те годы практически каждый второй наш читатель в России отвечал нам письменно, высказывая свои мысли по поводу содержания журнала, а кое-кто даже присылал материалы, в том числе архивные». Помимо статей литургического, пастырского, богословского и исторического характера, публиковались и полемические материалы, в том числе относящиеся к проблеме перехода российских приходов под омофор Русской Зарубежной Церкви.
В связи с десятилетием журнала его главный редактор рассказывал:

Цели «Русского пастыря» — «укрепление связи между пастырями, воодушевление их и служение местом обсуждения церковных вопросов» — остаются теми же. Но если в начале журнал был задуман в первую очередь для пастырей, то теперь журнал сам стал как бы пастырем для многих верующих… Недостаточно просто писать на церковные, религиозные темы. И здесь, и в современной России имеются авторы большой эрудиции, могущие доказать что угодно, причем всё звучит довольно убедительно. Но, вместе с тем, чего-то явно не хватает. Попробуйте параллельно читать этих «новых» авторов и статьи таких «старых» изданий, как «Вестник Православного дела», «Церковная летопись», «Святая Земля», «Вечное». Дух, настроение и тон старых авторов и старых изданий совсем иной. Это не только дело языка, это вопрос духовного благородства и внутренней убежденности… Мы начали с 40 страниц, а в России у нас первоначально было около 10 читателей. Теперь, по милости Божией, у журнала 104 страницы и половина тиража посылается в Россию.

В год выходило по 2-3 номера, но с 2001 года стало выходить по одному номеру в год. Последний, 42-й номер вышел в 2003 году. Одной из причин этого стало активное развитие интернета (в том числе был запущен официальный сайт РПЦЗ), намного упростившего поиск информации. К тому же полиграфия была дорогой.
Издательство «Русский пастырь», издававшее журнал, 2003 году начало заниматься проектом «Песнопения русского зарубежья», который включал в себя сбор нотного материала композиторов русского зарубежья и выпуском аудиодисков.

### Сайт
Протоиерей Петр Перекрёстов решил возродить издание, но уже в формате сайта. 13 апреля 2010 года был зарегистрирован сайт www.ruspast.com. В его основу легли материалы сорока двух номеров журнала. Цель нового сайта: сбор и публикацию нового архивного материала авторов русского православного зарубежья, фотографии из истории Русской Православной Церкви Заграницей, аудиоматериалы, статьи современных авторов, как из числа Русской Зарубежной Церкви, так и пишущих в России на темы, касающиеся истории и наследия Зарубежной Руси.
16 декабря 2013 года в арт-центре «КвАРТира 10» состоялась презентация портала «Русский пастырь», подготовленная сайтом «Православие и мир».
Протоиерей Петр Перекрёстов подчеркнул, что в России до сих пор не было сайта для духовенства, но его портал не может и не будет ни с кем конкурировать: «Наш сайт будет маленьким и простым и призван занять в Интернете свою нишу. В том и ценность творений, в частности, авторов Зарубежной Церкви, что старое всегда новое. То, что старое для меня — новое для нашей молодежи. А наша цель — все это собрать».